# Бабяшки говор
Бабяшкият говор е български диалект, представител на западните рупски говори. Носи името си от село Бабяк сборно селище на Бабешки колибак. Говори се  в района на община  Белица, Сърница и Велинград, също и от изселници от този край, преселени през Социализма в Североизточна България през 70-80те години Шуменска, Разградска и Търговище област. Граничи с чепинския говор на изток, а на запад – с разложкия.и чечкия на юг

## Характеристики
- Изпаднало т при окончания за 3 л. мн. ч. сег. време: крадà (крадат), мàйк’ите плàча.
- Членна форма за мъжки род единствено число -о: носò, вòло.
- Застъпник на стб. ѫ и ъ е винаги а: зап—забò, дàска.
- Застъпник на стб. ѣ, когато е под ударение – ê (широко е): бêл, бềли, дềду, мềсту, сềме, нềшту.
- Застъпник на стб. ѧ е нормално е: зèт, мèсо.